# ختیا چکونی
ختیا چکونی (گرجی: ხატია ჭყონია؛ زادهٔ ۱۶ اکتبر ۱۹۸۹) بازیکن فوتبال اهل گرجستان است.
از باشگاه‌هایی که در آن بازی کرده‌است می‌توان به باشگاه فوتبال ترابزون‌اسپور و باشگاه فوتبال دینامو تفلیس اشاره کرد.
وی همچنین در تیم ملی فوتبال Georgia بازی کرده‌است.